# Asiadapinae
Asiadapinae — підродина вимерлої родини приматів Notharctidae, знайдена в Азії в ранньому еоцені. Вони були дуже маленькими і були одними з найдавніших адапіформ, подібних до церкамоніїнів, але також мали спільні риси з сиваладапідами.